# ماريو فريك

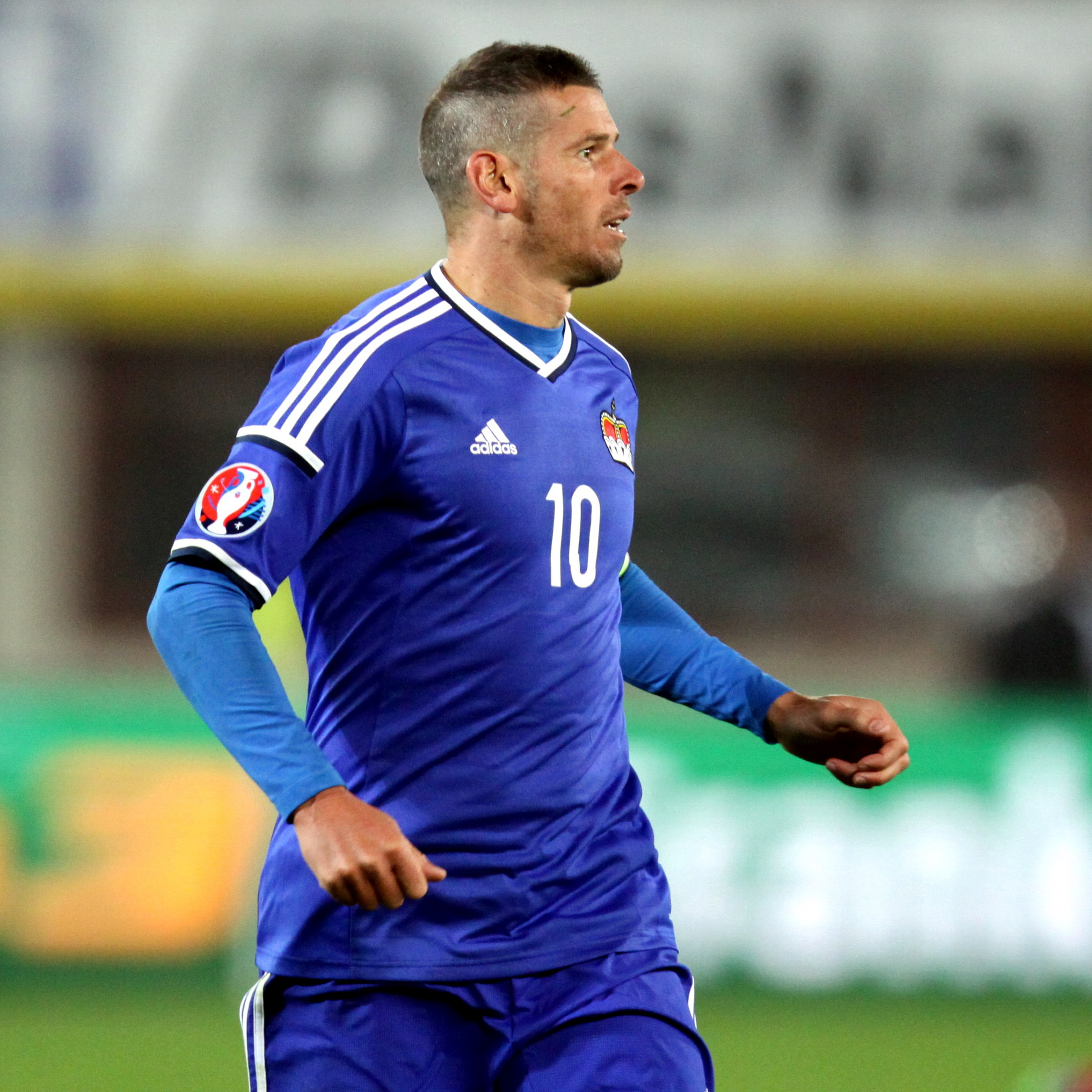

ماريو فريك (بالألمانية: Mario Frick)‏ (مواليد 7 سبتمبر 1974 في خور) لاعب كرة قدم ليختنشتايني دولي يجيد اللعب في خط الهجوم . يلعب حاليا لصالح نادي سانت غالن السويسري منذ 2009 .

## روابط خارجية
- ماريو فريك على موقع الاتحاد الأوربي (الإنجليزية)
- ماريو فريك على موقع قاعدة بيانات كرة القدم.إي يو (الإنجليزية)
- ماريو فريك على موقع ناشيونال فوتبول تيمز (الإنجليزية)
- ماريو فريك على موقع Soccerway.com (الإنجليزية)
- ماريو فريك على موقع عالم كرة القدم.نت (الإنجليزية)
- ماريو فريك على موقع كووورة